# Abra el Acay
Abra el Acay (auch Abra del Acay) heißt ein Gebirgspass in der Provinz Salta in Argentinien, etwa 30 Kilometer südlich von San Antonio de los Cobres. Der Pass liegt zwischen dem 5378 Meter hohen Berg Cerro Saladillo im Südwesten und dem 5716 Meter hohen erloschenen Vulkan Nevado de Acay im Nordosten. 

## Höhe

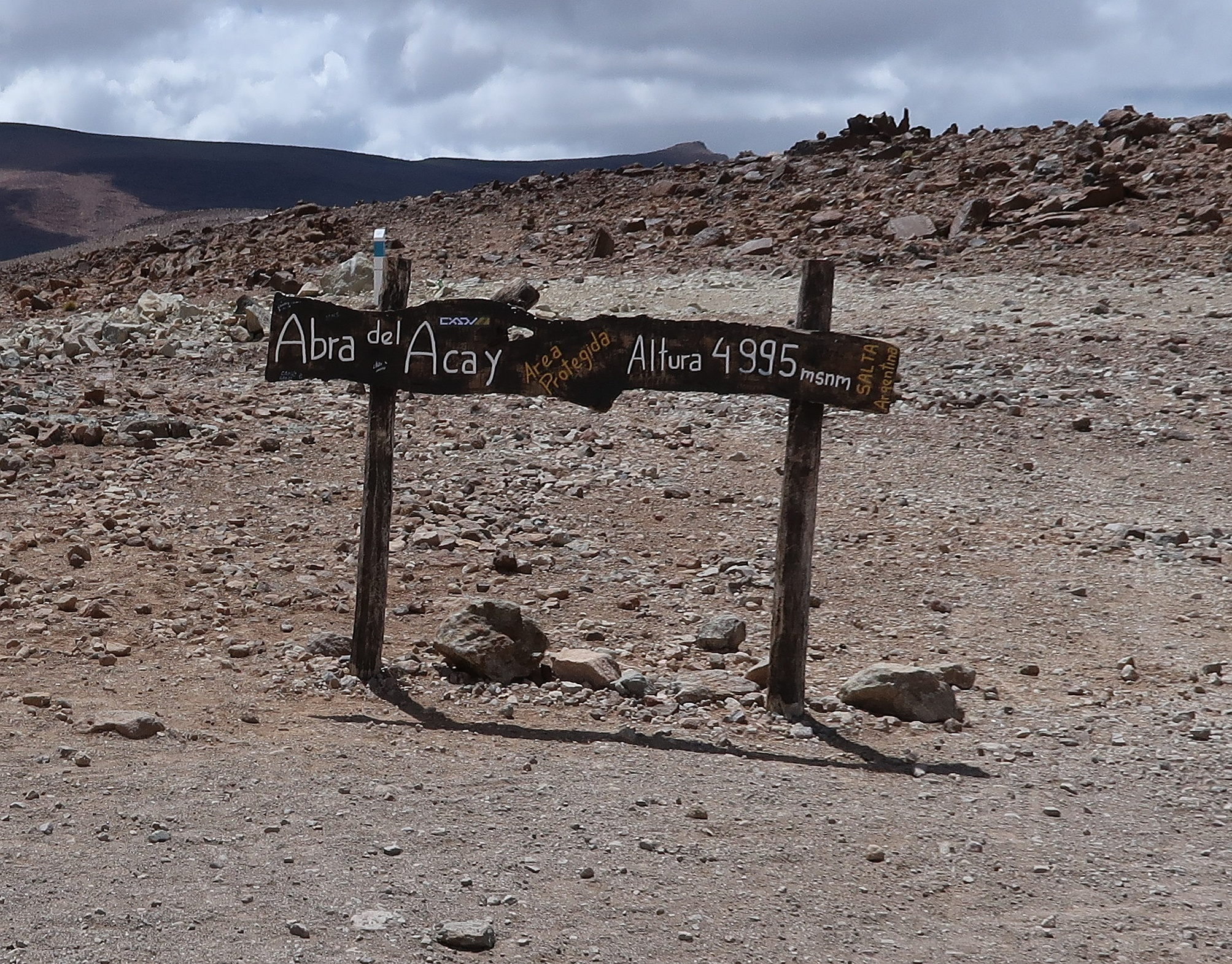
Schild an der Passhöhe Im März 2017

Die Passhöhe beträgt 4995 m.

## Befahrbarkeit

Furt auf der Südrampe

Die einsame, unbefestigte Straße, Teil der Ruta Nacional 40, ist in der Regel, besonders nach Regenfällen, nur mit geländegängigen Fahrzeugen zu bewältigen. Nicht selten ist die Straße wegen Bergrutsches o. ä. unpassierbar. Dennoch ist es möglich, die Gebirgsstraße an guten Tagen mit einem normalen Straßenwagen zu überfahren, wobei mehrere kleine Furten passiert werden müssen.